# 山﨑福也
山﨑 福也（やまさき さちや、1992年9月9日 - ）は、埼玉県所沢市出身のプロ野球選手（投手）。左投左打。北海道日本ハムファイターズ所属。
実父は元プロ野球選手の山崎章弘。

## 経歴

### プロ入り前
所沢市立北小学校の2年生の時に「新所沢ライノーズ」で、投手として野球をスタート。向陽中学校時代には、「所沢中央シニア」で投手や一塁手を経験した。なお、中学3年の時の冬に脳腫瘍が判明したが、手術を経て克服している（詳細後述）。
日大三高への進学後には、1年の秋に一塁手としてベンチ入りを果たすと、2年の春からレギュラーに定着。第91回全国選手権大会では、「5番・一塁手」として2試合にスタメンで出場したが、通算打率は.143（7打数1安打）にとどまった。3年の時には、第82回選抜大会で、投手としてチームの準優勝に貢献。決勝戦までの全5試合に先発で登板すると、42回1/3を投げて、被安打30、奪三振33、失点14（自責点12）、防御率2.55という成績を残した。なお、準々決勝で対戦した敦賀気比には後にオリックスでチームメイトとなる吉田正尚がおり、2年生ながら4番打者を務めていたが、この時は3打数無安打に抑えている。さらに、5番打者として13安打を放ち、選抜の1大会における通算安打の最多タイ記録を残した。同年夏の西東京大会では準決勝で敗れ、ベスト4。なお、1学年後輩に元阪神タイガースの髙山俊がおり、髙山とは大学でもチームメイトとなった。

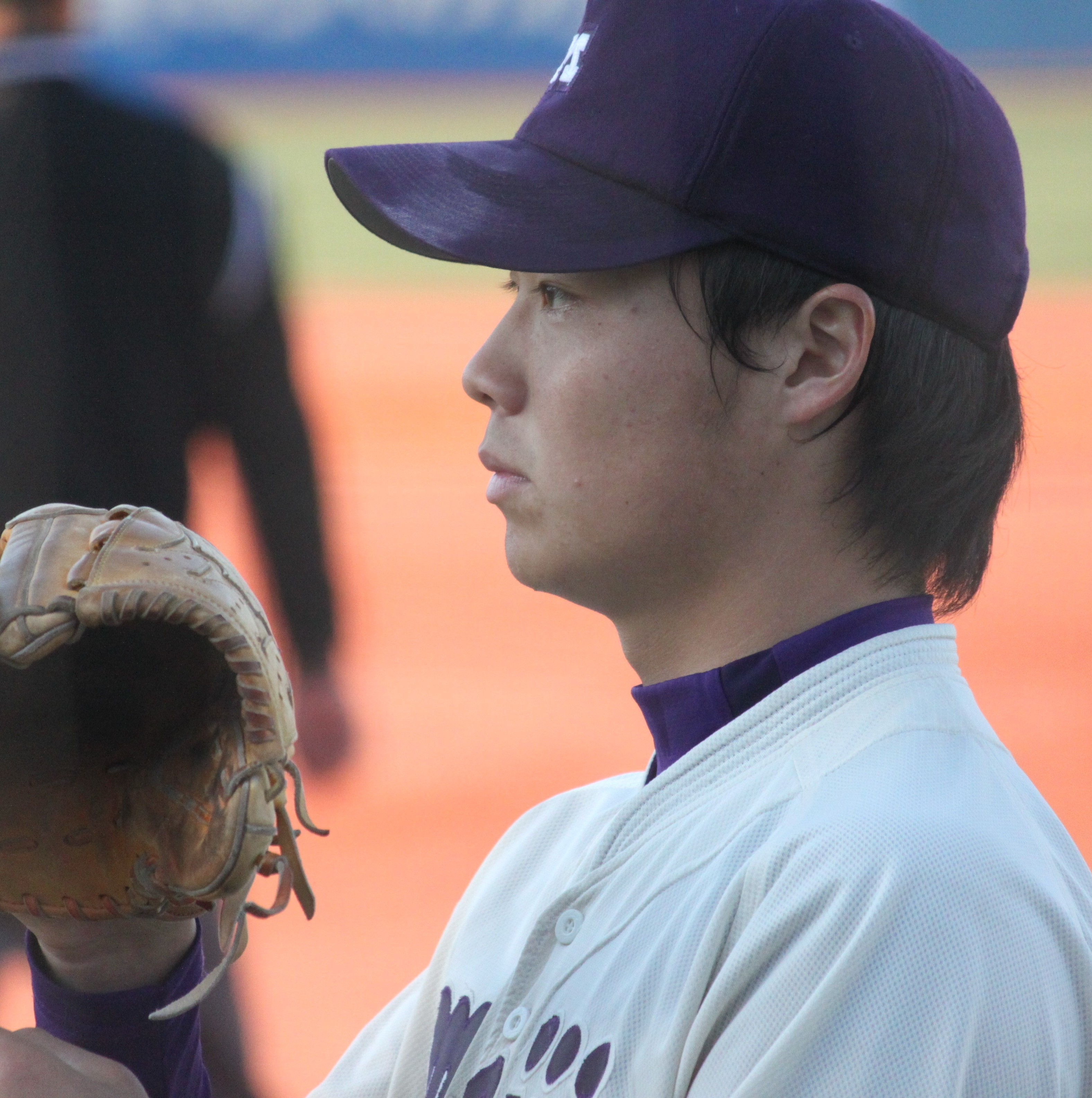
明治大学時代。2014年11月15日、明治神宮野球場にて

高校卒業後、1学年先輩の関谷亮太がいた明治大学へ進学。東京六大学野球のリーグ戦では、1年の秋季に初出場を果たすと、2年の春季から先発ローテーションの一角を担った。3年時には、春季に6勝、秋季に5勝を挙げてチームのリーグ優勝に貢献し、2季連続でリーグのベストナインに選ばれた。3年の春季終了後の6月には、第62回全日本大学野球選手権大会で2試合に登板。15回1/3を投げて、被安打9、自責点3、防御率1.76を記録した。7月に催された第39回日米大学野球選手権大会には、日本代表の一員として2回戦と5回戦で先発。秋季終了後の11月に開かれた第44回明治神宮野球大会でも2試合に登板。通算投球イニングは5回で、被安打4、自責点1、防御率1.80という成績を残した。4年時の7月には、第27回ハーレムベースボールウィークの日本代表として3試合に登板。通算投球イニングは4回2/3ながら、自責点0で凌いだ。在学中には、リーグ戦で通算61試合に登板。通算投球イニングは282回1/3で、20勝10敗、自責点69、防御率2.20を記録した。
2014年度NPBドラフト会議では、以上の実績を背景に、オリックス・バファローズから1巡目で単独指名。1億円に5000万円の出来高分を加えた契約金と、年俸1500万円（金額は推定）という条件で入団。入団当初の背番号は17。なお、指名直後の11月には、第45回明治神宮野球大会2試合に登板。12回2/3を投げて、被安打8、自責点2、防御率1.42という成績を残した。

### オリックス時代
2015年は新人ながら開幕ローテーション入りを果たし、3月29日の埼玉西武ライオンズ戦でプロ初登板初先発となったが、3回途中3失点で降板し、勝敗は付かなかった。この試合を含め3試合に先発するも結果を残せず、4月13日に出場選手登録を抹消された。5月29日に一軍再登録となり、6月5日の中日ドラゴンズ戦では5回0/3を2失点に抑えてプロ初勝利を挙げ、打っては2回表のプロ初打席でプロ初安打を放った。しかし、6月20日の西武戦では2回3失点で敗戦投手となり、翌21日に登録を抹消されると、7月5日に中継ぎとして一軍へ昇格し、同日の福岡ソフトバンクホークス戦でプロ初のリリーフ登板を果たした。4試合のリリーフ登板を経て、7月30日の北海道日本ハムファイターズ戦で先発に復帰すると7回途中3安打2失点の好投でシーズン2勝目を挙げ、以降の一軍登板は先発が中心となった。ルーキーイヤーは一軍で17試合（12先発）に登板し、3勝6敗・防御率4.53を記録。シーズン終了後にはプエルトリコのウインターリーグへ派遣され、インディオス・デ・マヤグエスの一員として先発投手を務めた。契約更改では200万円増となる推定年俸1700万円でサインをした。
2016年は開幕を二軍で迎え、4月14日の日本ハム戦でシーズン初登板初先発となり、6回無失点の好投でシーズン初勝利を挙げたが、チーム事情でロングリリーフに回るも1試合に登板したのみで4月27日に登録抹消。5月7日にロングリリーフとして一軍に昇格したが、1試合に登板したのみで同12日に再び登録抹消。6月4日の東京ヤクルトスワローズ戦でシーズン2度目の先発機会が巡ってくるも5回途中4失点（自責点3）で降板し、その後はロングリリーフを務めた。7月14日のフレッシュオールスターゲームではウエスタン・リーグ選抜の7番手投手として7回表に登板し、1イニングを無失点に抑えた。8月7日の千葉ロッテマリーンズ戦で2か月ぶりの先発登板となり、5回2失点でシーズン2勝目を挙げると先発に転向したが、9月7日に左肩甲下筋損傷で登録抹消。そのままシーズンを終え、この年は17試合（7先発）の登板で3勝2敗・防御率3.67を記録し、オフに200万円増となる推定年俸1900万円で契約を更改した。
2017年は中継ぎとして開幕一軍入りを果たし、4月15日のソフトバンク戦でプロ初の救援勝利を記録した。同25日に出場選手登録を抹消されるも5月5日に再登録となり、同20日の日本ハム戦ではシーズン初の先発機会が巡ってくるも4回5失点で敗戦投手。続く5月26日の敵地でのロッテ戦では3回途中4失点で降板し、試合途中での帰阪を命じられた。翌27日に出場選手登録を抹消され、二軍再調整が続いたものの、7月10日の日本ハム戦で強制帰阪後初の一軍登板・先発機会を与えられると9回7安打無失点、138球の熱投でプロ初完投・初完封勝利を挙げた。その後はローテーションの谷間で先発を務めたが、白星を挙げることはできず、また早期降板も目立ち、シーズン最後の登板となった9月18日の敵地での日本ハム戦では一死しか奪えずに4失点で降板し、試合途中で宿舎へ帰ることを命じられた。この年は15試合（7先発）の登板で2勝5敗・防御率4.40という成績であった。シーズン終了後の11月30日には国内FA権の行使によって日本ハムから移籍してきた増井浩俊が背番号17を付けることに伴い、背番号が0へ変更。契約更改では200万円減となる推定年俸1700万円でサインをした。
2018年は4月4日に中継ぎとして一軍へ昇格するも、2試合に登板したのみで同30日に登録抹消。6月1日に再び一軍へ昇格し、同9日のヤクルト戦では1回6失点で降板した先発のブランドン・ディクソンの後を受けて2回裏から登板。勝敗は付かなかったものの、5回裏までの4イニングを3安打無失点に抑え、5回表の打席ではシーズン初安打を放った。この好投もあって6月21日の阪神戦でシーズン初先発となり、6回途中1安打2失点（自責点0）と好投するも勝敗は付かず、続く30日の日本ハム戦では1回5失点で敗戦投手となり、翌7月1日に登録抹消。その後は8月14日に中継ぎとして一軍登録されるも1試合に登板したのみで同20日に登録抹消。9月27日に再び一軍へ昇格したが、1試合に登板したのみでシーズンを終えた。この年は0勝1敗・防御率4.58、プロ入り後最少となる7試合（2先発）の登板にとどまり、オフに200万円減となる推定年俸1500万円で契約を更改した。
2019年は中継ぎとして開幕一軍入りを果たすと、シーズン初登板から7試合連続無失点を記録。この間に41人の打者と対戦しながら被安打を2本にとどめ、4月13日の西武戦ではロングリリーフとして4回無安打無失点の好投でシーズン初勝利を挙げた。一軍公式戦での勝利は2017年7月10日の日本ハム戦での完封勝利以来、642日ぶりであった。4月29日に出場選手登録を抹消されたが、5月15日に一軍再登録となり、6月16日の阪神戦ではプロ初ホールドを挙げた。リリーフで結果を残し、7月10日の東北楽天ゴールデンイーグルス戦でシーズン初の先発機会を勝ち取ったが、3回4失点の内容で敗戦投手。その後はリリーフに戻るも、8月10日の楽天戦に先発予定であった山本由伸が左脇腹の違和感で登板を回避し、急遽先発を任され、4回2失点と粘りの投球を見せた。翌11日に登録を抹消され、9月5日に一軍へ昇格するも同24日に再び登録抹消となり、この年は36試合（2先発）の登板で2勝3敗1ホールド・防御率4.50という成績であった。シーズン終了後の11月13日に背番号が11へ変更となることが発表され、契約更改では700万円増となる推定年俸2200万円でサインをした。
2020年は新型コロナウイルスの影響で120試合制の短縮シーズンとなり、開幕も6月に延期された。7月2日に先発として一軍へ昇格し、同16日のソフトバンク戦では5回5安打2失点で3年ぶりとなる先発白星を挙げた。その後も先発ローテーションを守っていたが、8月末から調子を落とし、9月6日に登録抹消。同19日の一軍再昇格以降は抹消と再登録を2度繰り返し、この年は15試合（14先発）の登板で5勝5敗・防御率4.50という成績であった。オフに600万円増となる推定年俸2800万円で契約を更改した。
2021年は開幕7試合目の楽天戦でシーズン初登板初先発。5月1日のソフトバンク戦でシーズン初勝利を拳げるもチーム事情もあって同3日に登録抹消。5月16日に一軍再登録されるも同24日に再び登録抹消。6月3日に3度目の一軍昇格となり、同10日の読売ジャイアンツ戦でシーズン2勝目を挙げるとチーム事情でブルペン待機となった6月21日の楽天戦では2番手として1点リードの4回裏から登板。1イニングを無失点に抑えると2年ぶりとなる救援勝利が記録された。翌22日の試合で緊急降板した山岡泰輔が右肘関節炎で離脱したこともあり、その後は先発ローテーションの一角を担った。8月は調子を落とし、9月に二軍再調整期間があったものの、以降は復調し、レギュラーシーズン終了まで先発ローテーションを守った。この年は22試合（21先発）の登板で8勝10敗・防御率3.56を記録し、チーム25年ぶりのリーグ優勝に貢献。ポストシーズンでは東京ヤクルトスワローズとの日本シリーズ第5戦に先発し、6回途中2失点の内容で勝敗は付かなかった。オフに2200万円増となる推定年俸5000万円で契約を更改した。
2022年は開幕ローテーションに入り、開幕6試合目の楽天戦でシーズン初登板初先発となり、7回無失点と好投するも勝敗は付かなかった。その後も打線の援護が無く、3戦3敗。4月30日の西武戦では6回1失点と好投し、勝利投手の権利を持って降板したものの、リリーフ陣が同点を許してシーズン初勝利を逃すと、続く5月7日の楽天戦では6回3失点で自身4連敗となり、翌8日に出場選手登録を抹消された。二軍再調整を経て、5月26日の巨人戦に先発すると7回1失点の好投でシーズン初勝利を挙げた。続く6月2日の横浜DeNAベイスターズ戦でも7回1失点の好投で勝利投手、打っては7回表の第3打席で中前打を放ち、シーズン初安打を記録すると、先発登板の翌日ながら同3日の広島東洋カープ戦にもベンチ入りし、6回二死の場面で田嶋大樹への代打として起用され、結果はセカンドライナーであったが、フルカウントまで粘る打席を見せた。7月14日のソフトバンク戦で7回4安打無四死球8奪三振2失点と好投し、シーズン3勝目を挙げて以降はチーム事情で中継ぎ→先発→中継ぎと配置転換が続き、9月2日のロッテ戦では再び先発へ配置転換。リリーフ登板から中4日での先発登板であったが、5回無失点で勝利投手となった。9月20日のロッテ戦では6回0/3を2失点で勝敗は付かず、同22日に出場選手登録を抹消されたが、10日後のレギュラーシーズン最終戦に中継ぎとして再登録され、登板機会は無かったものの、チームは逆転でのリーグ連覇を決め、歓喜の輪に加わった。この年はリリーフ登板で5失点を喫した試合があり、救援成績は振るわなかったが、先発としては19試合の登板で防御率3.12を記録。シーズン全体では24試合に登板し、5勝8敗2ホールド・防御率3.45という成績でチームのリーグ連覇に貢献した。ポストシーズンでは日本シリーズ第2戦に先発して4回無失点の好投、打席でも先制適時打を放つ活躍を見せた。第1戦で左脇腹の違和感により降板したエースの山本由伸が先発予定を回避したことを受け、中5日で第6戦にも先発。5回無失点の好投で勝利投手となり、チーム26年ぶりの日本一にも貢献し、同シリーズの優秀選手に選出された。オフに1000万円増となる推定年俸6000万円で契約を更改した。
2023年は2年連続で開幕ローテーション入りし、西武との開幕2試合目でシーズン初登板初先発。4回2失点で勝敗は付かず、4月4日に出場選手登録を抹消されたが、同20日の楽天戦に先発すると、6回1/3を1失点の好投でシーズン初勝利を挙げた。5月1日に再び出場選手登録を抹消されたものの、同12日に再登録されて以降は先発ローテーションを回り、6月3日の中日戦では「8番・投手」で先発出場。打席では2打数無安打であったが、マウンドでは6回1失点と好投すると、7回表に山﨑への代打で起用された中川圭太が勝ち越しの2点適時二塁打を放ち、チームがそのままリードを守って勝利したことで山﨑にシーズン3勝目が記録された。同16日のヤクルト戦には「9番・投手」で先発出場し、2回表にプロ初打点となる先制適時打を放つなど、3打数2安打1打点。投げては最速152km/hを計測し、7回1失点の好投で勝利投手となった。6月25日のソフトバンク戦では6年ぶりの完封を目前にしながらも、9回二死から柳田悠岐に2点本塁打を打たれて降板となったが、8回2/3を4安打1死球6奪三振2失点と好投し、自己最長を更新する自身5連勝を記録。6月は月間4先発で4勝・防御率2.33と好成績を収め、自身初の月間MVPを受賞した。また、7月4日終了時点で11試合に先発登板し、6勝2敗・防御率3.52を記録すると、翌5日に監督推薦で自身初となるオールスターに選出されたことが発表された。8月11日の楽天戦は用具到着の遅れにより、試合開始も1時間46分遅れ、3か月ぶりに敗戦投手となったが、自身7連勝を記録。同27日に国内FA権を取得し、9月27日のソフトバンク戦では8回5安打無四死球5奪三振無失点の快投で自身初の2桁勝利を達成した。この年は23試合の先発登板で11勝5敗・防御率3.25とキャリアハイの成績を残し、チームのリーグ3連覇に貢献。ポストシーズンでは阪神タイガースとの日本シリーズ第4戦に先発し、4回0/3を3失点であった。オフの11月7日に国内FA権の行使を表明し、同15日にNPBから公示された。

### 日本ハム時代

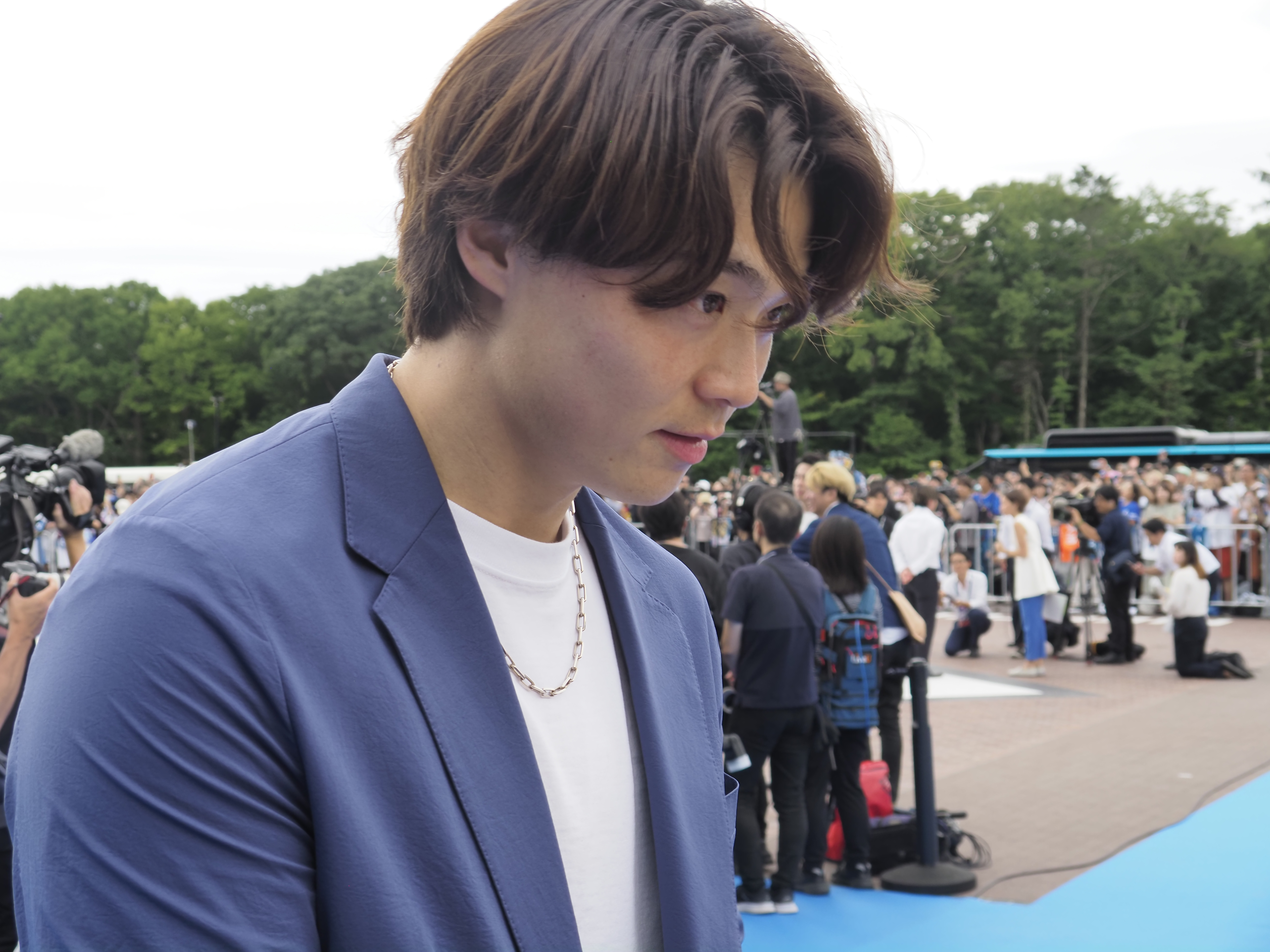
2024年7月23日、オールスターゲーム第1戦でのブルーカーペットイベントにて

2023年11月25日に北海道日本ハムファイターズへの入団に合意。12月6日に入団会見が行われ、背番号は18と発表された。契約は、総額10億円（金額は推定）の4年契約。入団会見に同席した新庄剛志監督は「エスコンの開幕戦、山﨑くんと伏見くんに任せたいと思います」と翌年の本拠地開幕戦（4月2日の楽天戦）の先発バッテリーに山﨑と伏見寅威（オリックス時代のチームメイト）を起用することを明言した。
2024年は予告通りに4月2日の楽天戦（本拠地開幕戦）で移籍後初登板初先発となったが、6回1/3を3失点で敗戦投手となった。続く同9日のソフトバンク戦では6回0/3を2失点で移籍後初勝利。4月30日の西武戦で9回3安打5奪三振1失点と好投し、自身7年ぶり2度目の完投勝利を初の無四球で飾った。5月30日の阪神戦では「6番・投手」で先発出場し、第2打席で先制適時打を放つなど、3打数1安打1四球1打点。投げては7回無失点の快投で勝利投手となり、自身6連勝を記録した。ただ、6月14日の巨人戦で5回6失点（自責点4）で敗戦投手となり、自身の連勝が止まるなど、6月は月間防御率5.24で未勝利に終わった。登板を1回飛ばす目的で6月29日に出場選手登録を抹消され、中10日で7月9日の西武戦に先発。前半戦終了時点では15試合に先発登板し、6勝3敗・防御率2.88という成績であった。2年連続2度目となるオールスターに選出されており、球宴第1戦に「2番・投手兼DH」で先発出場。1回裏の第1打席で左前に安打を放ったが、直後に球宴史上最多タイの1イニング10安打（個人での1イニング10被安打は最多）・同最多の1イニング9得点を許し、2回9失点で降板となり、3回裏には代打を送られた。レギュラーシーズン後半戦では、4試合連続QSで自身3連勝を記録していたが、その後は2試合連続3被弾で5回持たずに降板となり、9月5日に登録抹消。その後は同17日に再登録され、10月1日に登録抹消となり、レギュラーシーズンを終えた。この年はリーグワーストの被本塁打17を喫したものの、自身初めて規定投球回に到達し、24試合の先発登板で10勝6敗・防御率3.17という成績でチーム6年ぶりのCS進出に貢献。CSでは10月13日に出場選手登録され、同日のロッテとのファーストステージ第2戦は、負ければ敗退が決まる一戦であったが、1点ビハインドの8回表から登板し、3回無失点の好リリーフでチームの逆転勝利を呼び込んだ。10月18日のソフトバンクとのファイナルステージ第3戦も、負ければ敗退が決まる一戦となり、山﨑は中4日で先発登板となったが、3回2/3を3失点で降板してチームも敗れた。
2025年も開幕ローテーション入りを果たし、開幕から3先発で防御率1.86を記録しながらも白星に恵まれなかった。6連戦が少ない日程に加え、開幕ローテーション6名以外にも新戦力の古林睿煬や若手有望株の達孝太・細野晴希が控えているチーム事情があり、山﨑は4月20日に登録抹消。同30日のソフトバンク戦に中10日で先発すると、5回1失点（自責点0）でシーズン初勝利。さらに6度目の先発登板となった5月16日のロッテ戦では9回7安打無四死球7奪三振無失点と快投し、自身2867日ぶりの完封勝利を挙げた。

## 選手としての特徴
| 球種           | 配分 % | 平均球速 km/h | 被打率 |
| -------------- | ------ | ------------- | ------ |
| ストレート     | 37.2   | 141.4         | .333   |
| チェンジアップ | 22.1   | 122.9         | .198   |
| スライダー     | 15.2   | 119.8         | .311   |
| フォーク       | 11.2   | 130.4         | .154   |
| カットボール   | 09.3   | 128.5         | .182   |
| カーブ         | 05.0   | 092.7         | .500   |

持ち球は平均140km/h台前半・最速152km/hのストレート、スライダー、カットボール、カーブ、フォーク、チェンジアップ。80km/h台を計測することがあるカーブとなかなか本塁まで来ないと体感させるチェンジアップを駆使した緩急自在のピッチングが持ち味。
カーブは曲がり幅が異なる2種類のものがあり、フォークに関しては通常のフォークとは別に、ナックルのように揺れながら落ちる「ナックルフォーク」を日大三高時代に会得している。

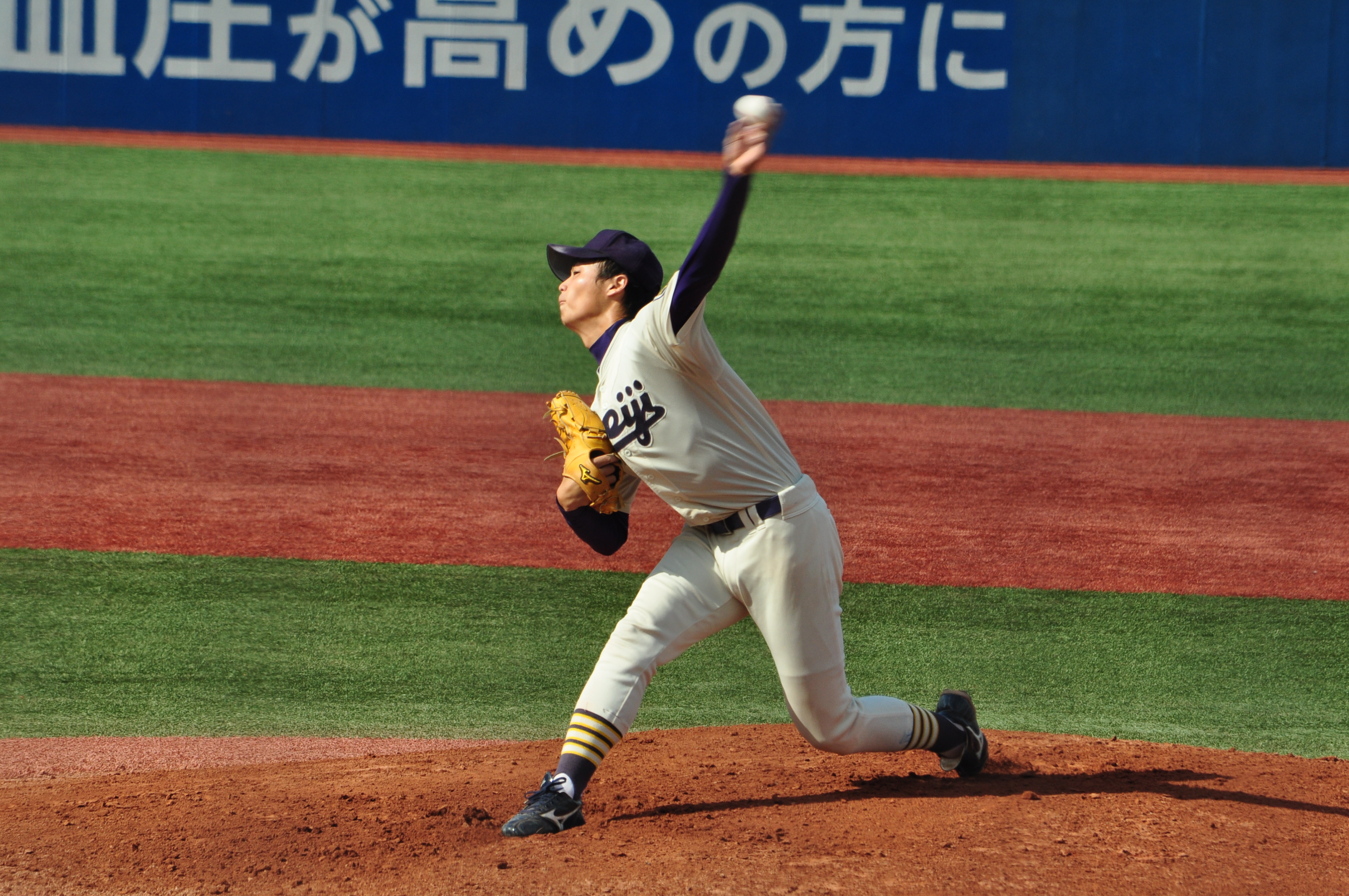
明治大学時代の投球フォーム。2013年9月29日、明治神宮野球場にて

投球時に軸足の左脚の膝が折れる癖があり、2017年の秋季キャンプでは育成コーチの酒井勉からの提案により、左膝を医療用のギプスで固定させる投球練習に取り組んだ。
上述の通り、高校時代に選抜の安打記録を樹立したほか、大学時代も通算打率.264、1本塁打と非凡な打撃能力を持つ。パ・リーグ球団への入団後は打席に立つ機会が限られるものの、指名打者制でない試合での登板機会が発生し得る交流戦時期には、打者顔負けの打撃練習の様子など山﨑の打撃についてしばしば取り上げられる。2021年の交流戦では代打要員としてベンチ入りする試合もあり、2022年の交流戦では対広島戦で実際に代打に起用された（結果は二直）。同年の日本シリーズでは指名打者制でない第2戦で先発起用され、第1打席で自身を援護する先制適時打を打っている。2024年の交流戦では対阪神2回戦（甲子園）で先発した際に打順6番で起用され、第1打席で四球を選び、無死一・三塁で迎えた第2打席では、阪神先発西勇輝から結果的に決勝打となる先制適時打を打っている。2024年のオールスターで先発投手を務めながら「2番・指名打者」で出場し、才木浩人から左前安打を記録した。2025年の交流戦でも、対DeNA2回戦（横浜スタジアム）で先発した際に打順6番で起用され、一死満塁で迎えた第4打席で坂本裕哉から2点適時打を打った。これで交流戦でのパ・リーグ投手による安打を5年連続で記録し、杉内俊哉（当時ソフトバンク、2007年 - 2011年）に並ぶ最長記録タイとなった。

## 人物
愛称は「サチ」。
周囲を気遣う人柄であり、後輩選手から慕われている。
汗をかきやすい体質で、投球の際はロジンバッグを多用している。そのことから、「ロジンの王子様」というタオルが作られた。
実兄・山﨑福之はかつて野手や投手として活躍し（左投左打）、聖望学園高校の3年の時に野手としてセンバツ準優勝、国学院大学野球部を経て、セガサミー硬式野球部でプレーを続けていた。2015年に引退してからは、セガサミーで社業に専念している。
日大三高への進学を控えていた中学3年の冬に、実母の勧めで病院の精密検査を受けたところ、小児脳腫瘍が判明。呼吸や歩行に支障が生じるリスクをはらみながらも、進学直前の2008年3月20日に札幌ドームへ行き、ダルビッシュ有の完封勝利を見届ける。そして運命の3月21日、北海道大学病院で全ての腫瘍を摘出する手術を受けた。手術は成功し、福也は、麻酔から覚めると、執刀した医師から野球を続けられることを告げられた。さらに、手術の翌日に催された第80回選抜大会の開会式には、兄が聖望学園高校の選手として参加。テレビ中継を通じて兄の入場行進を見た福也は、前述した医師から「驚異的」と言われるほど急速に回復すると、手術からおよそ1週間後に退院へ至った。日大三高へ進学すると、地元の病院で定期健診を受けながら、兄に続いて3年の時の春に選抜大会へ出場。手術からちょうど2年後となる2010年3月21日には、夢であった甲子園のマウンドに登板し、山形中央高校戦に勝利した。オリックスからのドラフト指名当日（2014年10月23日）にTBS系列で放送された『ドラフト緊急生特番!お母さんありがとう』では、福也や家族に対する密着取材を基に、脳腫瘍の判明から寛解に至るまでの経緯が紹介された。オリックス入団後の2017年9月に阪神タイガースの横田慎太郎が脳腫瘍の発症を公表した直後には、横田に対して「いつかセ・パ交流戦か日本シリーズで戦いたいです。リハビリは大変だと思うけど頑張ってほしい」というエールを送っている。
2023年12月、日本ハムに移籍した際に北海道の球団事務所で移籍会見を行い、執刀医から花束を渡されている。
高校時代の夢に「日本ハムの3番打者」を掲げており、日本ハム移籍2年目の2025年3月6日のオープン戦に「3番・指名打者」として出場し当時の夢を実現させ、3打数1安打を記録した。

## 詳細情報

### 年度別投手成績
| 年 度      | 球 団      | 登 板 | 先 発 | 完 投 | 完 封 | 無 四 球 | 勝 利 | 敗 戦 | セ 丨 ブ | ホ 丨 ル ド | 勝 率 | 打 者 | 投 球 回 | 被 安 打 | 被 本 塁 打 | 与 四 球 | 敬 遠 | 与 死 球 | 奪 三 振 | 暴 投 | ボ 丨 ク | 失 点 | 自 責 点 | 防 御 率 | W H I P |
| ---------- | ---------- | ----- | ----- | ----- | ----- | -------- | ----- | ----- | -------- | ----------- | ----- | ----- | -------- | -------- | ----------- | -------- | ----- | -------- | -------- | ----- | -------- | ----- | -------- | -------- | ------- |
| 2015       | オリックス | 17    | 12    | 0     | 0     | 0        | 3     | 6     | 0        | 0           | .333  | 258   | 57.2     | 49       | 9           | 34       | 1     | 3        | 35       | 4     | 0        | 35    | 29       | 4.53     | 1.44    |
| 2016       | オリックス | 17    | 7     | 0     | 0     | 0        | 3     | 2     | 0        | 0           | .600  | 260   | 61.1     | 55       | 4           | 23       | 0     | 3        | 37       | 2     | 0        | 27    | 25       | 3.67     | 1.27    |
| 2017       | オリックス | 15    | 7     | 1     | 1     | 0        | 2     | 5     | 0        | 0           | .286  | 205   | 45.0     | 52       | 8           | 20       | 0     | 0        | 21       | 2     | 1        | 29    | 22       | 4.40     | 1.60    |
| 2018       | オリックス | 7     | 2     | 0     | 0     | 0        | 0     | 1     | 0        | 0           | .000  | 80    | 17.2     | 21       | 2           | 7        | 1     | 0        | 9        | 0     | 0        | 11    | 9        | 4.58     | 1.58    |
| 2019       | オリックス | 36    | 2     | 0     | 0     | 0        | 2     | 3     | 0        | 1           | .400  | 236   | 54.0     | 49       | 6           | 28       | 3     | 3        | 37       | 2     | 0        | 27    | 27       | 4.50     | 1.43    |
| 2020       | オリックス | 15    | 14    | 0     | 0     | 0        | 5     | 5     | 0        | 0           | .500  | 347   | 84.0     | 71       | 12          | 33       | 0     | 2        | 46       | 0     | 0        | 45    | 42       | 4.50     | 1.24    |
| 2021       | オリックス | 22    | 21    | 0     | 0     | 0        | 8     | 10    | 0        | 0           | .444  | 473   | 116.1    | 111      | 13          | 24       | 0     | 6        | 75       | 2     | 0        | 47    | 46       | 3.56     | 1.16    |
| 2022       | オリックス | 24    | 19    | 0     | 0     | 0        | 5     | 8     | 0        | 2           | .385  | 475   | 114.2    | 112      | 13          | 27       | 0     | 6        | 91       | 4     | 0        | 58    | 44       | 3.45     | 1.21    |
| 2023       | オリックス | 23    | 23    | 0     | 0     | 0        | 11    | 5     | 0        | 0           | .688  | 537   | 130.1    | 127      | 7           | 24       | 0     | 5        | 80       | 0     | 0        | 48    | 47       | 3.25     | 1.16    |
| 2024       | 日本ハム   | 24    | 24    | 2     | 0     | 1        | 10    | 6     | 0        | 0           | .625  | 600   | 147.2    | 142      | 17          | 28       | 1     | 4        | 74       | 3     | 0        | 57    | 52       | 3.17     | 1.15    |
| 通算：10年 | 通算：10年 | 200   | 131   | 3     | 1     | 1        | 49    | 51    | 0        | 3           | .490  | 3471  | 828.2    | 789      | 91          | 248      | 6     | 32       | 505      | 19    | 1        | 384   | 343      | 3.73     | 1.25    |

- 2024年度シーズン終了時
- 各年度の太字はリーグ最高

### 年度別守備成績
| 年 度 | 球 団      | 投手  | 投手  | 投手  | 投手  | 投手  | 投手     |
| 年 度 | 球 団      | 試 合 | 刺 殺 | 補 殺 | 失 策 | 併 殺 | 守 備 率 |
| ----- | ---------- | ----- | ----- | ----- | ----- | ----- | -------- |
| 2015  | オリックス | 17    | 5     | 11    | 2     | 1     | .889     |
| 2016  | オリックス | 17    | 6     | 9     | 0     | 1     | 1.000    |
| 2017  | オリックス | 15    | 3     | 9     | 1     | 0     | .923     |
| 2018  | オリックス | 7     | 1     | 4     | 0     | 1     | 1.000    |
| 2019  | オリックス | 36    | 3     | 13    | 1     | 2     | .941     |
| 2020  | オリックス | 15    | 6     | 22    | 0     | 2     | 1.000    |
| 2021  | オリックス | 22    | 10    | 26    | 0     | 0     | 1.000    |
| 2022  | オリックス | 24    | 11    | 26    | 1     | 4     | .974     |
| 2023  | オリックス | 23    | 12    | 20    | 1     | 3     | .970     |
| 2024  | 日本ハム   | 24    | 5     | 27    | 2     | 2     | .941     |
| 通算  | 通算       | 200   | 62    | 167   | 8     | 16    | .966     |

- 2024年度シーズン終了時
- 各年度の太字はリーグ最多

### 表彰
- 日本シリーズ優秀選手賞：1回（2022年）
- 月間MVP：1回（投手部門：2023年6月[228]）

### 記録
初記録
投手記録
- 初登板・初先発登板：2015年3月29日、対埼玉西武ライオンズ3回戦（西武プリンスドーム）、2回1/3を3安打3失点で勝敗つかず[26]
- 初奪三振：同上、2回裏にエルネスト・メヒアから見逃し三振
- 初勝利・初先発勝利：2015年6月5日、対中日ドラゴンズ1回戦（ナゴヤドーム）、5回0/3を3安打2失点[30]
- 初完投勝利・初完封勝利：2017年7月10日、対北海道日本ハムファイターズ12回戦（京セラドーム大阪）、9回無失点8奪三振[55]
- 初ホールド：2019年6月16日、対阪神タイガース3回戦（京セラドーム大阪）、11回表に6番手で救援登板、1回2/3を無安打無失点[77]

打撃記録
- 初打席・初安打：2015年6月5日、対中日ドラゴンズ1回戦（ナゴヤドーム）、2回表に岩田慎司から中前安打[30]
- 初打点：2023年6月16日、対東京ヤクルトスワローズ1回戦（明治神宮野球場）、2回表にディロン・ピーターズから中前適時打[147]

その他の記録
- オールスターゲーム出場：2回（2023年、2024年）

### 背番号
- 17（2015年[24] - 2017年）
- 0（2018年[60] - 2019年）
- 11（2020年[83] - 2023年）
- 18（2024年[2] - ）

### 登場曲
- 「CRAZY FOR YOU」Kylee（2015年）
- 「ただ、ありがとう」MONKEY MAJIC（2016年）
- 「流れ星〜Shooting Star〜」HOME MADE 家族（2017年 - 2019年）
- 「Life」Bigfumi（2020年 - ）
- 「サチあれ！」Bigfumi（2024年 - ）

### 代表歴
大学時代
- 第39回日米大学野球選手権大会日本代表